# Блуднице (ТВ серија)
Блуднице (енгл. Harlots) је британско-америчка драмска телевизијска серија коју су креирали Мојра Буфини и Алисон Њумен. Инспирације за серију пронашле су у делу „The Covent Garden Ladies”, британске историчарке Хали Рабенхолд. Серија је смештена у 18. веку и фокусира се на лик Маргарет Велс, која води бордел у Лондону покушавајући да обезбеди бољу будућност својим ћеркама у непредвидљивом окружењу.
Серија је премијерно приказана 27. марта 2017. године на каналу ITV Encore у Великој Британији, а 29. марта 2017. године на Хулу у Сједињеним Америчким Државама. Касније је серија добила другу сезону која је премијерно приказана 11. јула 2018. године у Сједињеним Америчким Државама, а 14. фебруара 2019. године у Великој Британији путем услуге на захтев StarzPlay, на коју је прешла након гашења канала ITV Encore. Дана 24. септембра 2018. године, серија Блуднице је обновљена за трећу сезону, која је премијерно приказана у Сједињеним Америчким Државама 10. јула 2019. године, а у Великој Британији следећег дана. Дана 10. јуна 2020. објављено је да је Хулу отказао серију након три сезоне. Након тога, Би-Би-Си је стекао права за емитовање на територији Велике Британије свих сезона, а прве две епизоде прве сезоне емитоване су на Би-Би-Си 2, 5. августа 2020. године.

## Опис
Године 1763. у Лондону, могућности за економски напредак жена је или путем брака или путем сексуалног рада. Градским борделима управљају лукаве и одлучне пословне жене, попут Маргарет Велс и Лидије Квигли, али у порасту је нови морал. Верски јеванђелисти захтевају затварање јавних кућа, а полиција радо покреће бруталне рације.
Прича се врти око Маргаретине одлучности да побољша свој живот и животе чланова своје породице пресељењем свог бордела у Грчку улицу у Сохоу како би служила богатијој клијентели у џорџијанском друштву. Њено пресељење у Грчку улицу доводи је у директан сукоб са ривалском, мадам Лидијом Квигли, за коју је раније радила. Квигли управља елитном борделом на Златном тргу који служи богатим и утицајним људима.